# Ásmundur Einar Daðason
Ásmundur Einar Daðason (født 29. oktober 1982 i Reykjavík) er en islandsk agronom, fårebonde og politiker, der siden 30. november 2017 har været socialminister og minister for ligestilling i Katrín Jakobsdótirs regering. Han er medlem af Altinget for Fremskridtspartiet og formand for fårebondeforeningen i Dalasýsla.

## Landmand og agronom
Han er født i Reykjavík, men hans far vendte tilbage til sin hjemegn i Dalasýsla på det nordvestlige Island og nedsatte sig som fårebonde, så Ásmundur Einar er opvokset på landet. Han er uddannet landmand fra Islands Landbohøjskole (Landbúnaðarháskóla Íslands) i Hvanneyri 2002, hvorfra han i 2007 også tog en bachelorgrad i almen agronomi. Ved siden af sine studier arbejdede han fra 2002 indtil han kom i Altinget i 2009 på deltid med praktisk fåreavl og drev desuden frem til 2011 et firma, der importerede og solgte produkter til landbruget. Herefter købte han egen gård og nedsatte sig som fårebonde i Lambeyra i Dalasýsla.  

## Politisk arbejde
Ásmundur Einar meldte sig som ung ind i Venstrepartiet – De Grønne og var formand for deres lokalafdeling i Dalasýsla 2005-2007. Han engagerede sig desuden i EU-modstanderorganisationen Heimssýn, og blev 15. november 2009 valgt til dens formand. 
Ved valget i 2009 kom Ásmundur Einar i Altinget for Nordvestkredsen. Han forlod Venstrepartiet – De Grønnes altingsgruppe, efter han 13. april 2011 stemte for et mistillidsvotum til Jóhanna Sigurðardóttirs venstrefløjsregering med den begrundelse, at han ikke kunne støtte regeringens politik på mange områder, herunder særlig Europa-spørgsmålet.
Ásmundur Einar var desuden en af den gruppe af tingmænd i Venstrepartiet – De Grønne, der nærede stærk tvivl om Icesave-aftalen. Han sad på det tidspunkt i finansudvalget, og kendte derfor aftalen indgående.
Efter en tid som løsgænger gik Ásmundur Einar 1. juni 2011 over til Fremskridtspartiet.
Ásmundur Einar blev opstillet til altingsvalget 2013 som nummer to på Fremskridtspartiets liste og blev genvalgt til Altinget, hvor han 2015-16 var partiets gruppeformand. Ved valget i 2016 genopstillede han ikke, da han var engageret i ledelsen af hjemegnens andelsforetagende Kaupfélag Skagfirðinga, der er islandsk største andelsvirksomhed. Før valget i 2017 lod han sig imidlertid overtale til at gøre politisk comeback, og blev atter valgt til Altinget for Nordvestkressen. Ved dannelsen af Katrín Jakobsdóttirs koalitionsregering blev han 30. november 2017 udnævnt til socialminister og minister for ligestilling.

## Internationale hverv
- Medlem af Nordisk Råd 2009–11
- Delegeret ved FNs generalforsamling 2013–16

## Tillidshverv
Ásmundur Einar sad i studenterrådet ved Landbohøjskolen 2001-02 og 2004-05, i den sidste periode som dets formand. Han sad i skolens bestyrelse 2009-13. Fra 2005-10 var han formand for fårebøndernes forenining (Félags sauðfjárbænda) i Dalasýsla 2005-10. Han sidder pt. i bestyrelsen for Kaupfélag Skagfirðinga.

## Familie
Han er gift med Sunna Birna Helgadóttir (født 17. oktober 1978), og de har sammen døtrene Aðalheiður Ella (født 2006), Júlía Hlín (født 2008) og Auður Helga (født 2015).